# Nikolaï Kisselev-Gromov
Nikolaï Ignatievitch Kisselev-Gromov (en russe : Никола́й Игна́тьевич Киселёв-Гро́мов, dates inconnues), ancien officier de l'armée impériale russe, il s'engage pendant la Guerre civile dans une unité de l'Armée des volontaires, le 1er régiment Alekseïev. Blessé à la jambe, il est abandonné par son unité lors de l'évacuation de Novorossiisk le 27 mars 1920. Capturé par la 22e division de l'Armée rouge, il garde la vie sauve en se faisant passer pour un garde rouge du 2e Bataillon révolutionnaire du Kouban. Sous le pseudonyme de « Karpov », il rejoint les commissions spéciales de la Tchéka du Nord Caucase.
En 1927, alors agent de l'OGPOu, il est accusé de négligence et envoyé, en guise de punition, travailler à la direction du SLON des îles Solovki. Il y travaille trois ans, au Département d'inspection, information et enquête ( ISO ). Horrifié par ce dont il est témoin, il finit par fuir en juin 1930, en traversant la frontière finlandaise. 
Son témoignage sur les conditions de vie des prisonniers des îles Solovki parut en 1936 à Shanghai, et ne fut traduit en français qu'en 2011. 